# バーチャルプロダクション
On-set virtual production（以下、OSVP）とは、テレビや映画の制作において、セットの背景にリアルタイムで映像やCGIを表示したLEDボリューム（ウォール）を使う撮影技術のこと。バーチャルプロダクション（VP）やインカメラVFXの呼び名で知られている。入念な調節やキャリブレーションのもと、本物のセットや屋外のロケーションとほぼ変わらない現象を作り出すことができる 。2019年配信のディズニー+のドラマシリーズ『マンダロリアン』のシーズン1でILMが自社開発したシステム・StageCraftが使用されてから広く普及した。
ポストプロダクションでバーチャル環境を合成するバーチャルスタジオの技術とは対照的に、OSVPのバーチャル環境はカメラや俳優、クルーから目に見える形でセットの周りを囲んでいる。セットのオブジェクトを照らすLEDボリュームからの明かりは現実的に作用する照明効果を作り出し、ディストーションや被写界深度による効果、ボケ、レンズフレアといったわずかな自然現象の備わった景観をカメラで直接とらえることができる。これはバーチャルのセットで行うよりも速くかつ直感的な撮影・制作プロセスで、ロケーション撮影に限りなく近い自然な体験をもたらす。移動するカメラからの視差深度を正確にするため、低遅延かつリアルタイムでカメラを追跡するモーションキャプチャデータに基づいた背景映像のマッチムーブを必要とする。
SMPTEや映画芸術科学アカデミー、全米撮影監督協会などの業界団体ではOSVPの開発を支援する取り組みを行なっている。

## 日本での発展・活用
日本でも2020年代からNHKの大河ドラマやテレビ朝日系列のスーパー戦隊シリーズをはじめとするテレビドラマやMVで用いられている。
サイバーエージェント・CyberHuman Productionsのカムロ坂スタジオや、ヒビノのHibino VFX Studio、ソニーPCLの清澄白河BASEとバーチャルプロダクション設備を常設したスタジオも作られている。

## 日本でOSVPを用いた主な事例

### テレビドラマ
- 鎌倉殿の13人（2022年）[7]
- 暴太郎戦隊ドンブラザーズ（2022年 - 2023年）[12]
- どうする家康（2023年）[13]
- 王様戦隊キングオージャー（2023年 - 2024年）[14]

### MV・PV
- ASKA「進化論」（2021年）[15]
- Vaundy「泣き地蔵」（2021年）[16]
- SixTONES PLAYLIST[17]「共鳴」「Gum Tape」（2022年）[18]
- King Gnu「Stardom」（2022年）[19]
- idom「GLOW」（2023年）[20]
- Def Tech「Automatic」（2023年）[21]
- tofubeats「自由」（2023年）[22]

### CM
- ユニリーバ LUX「私をすすめるのは、私。」（2021年）[23]